# Harmonia Macrocosmica

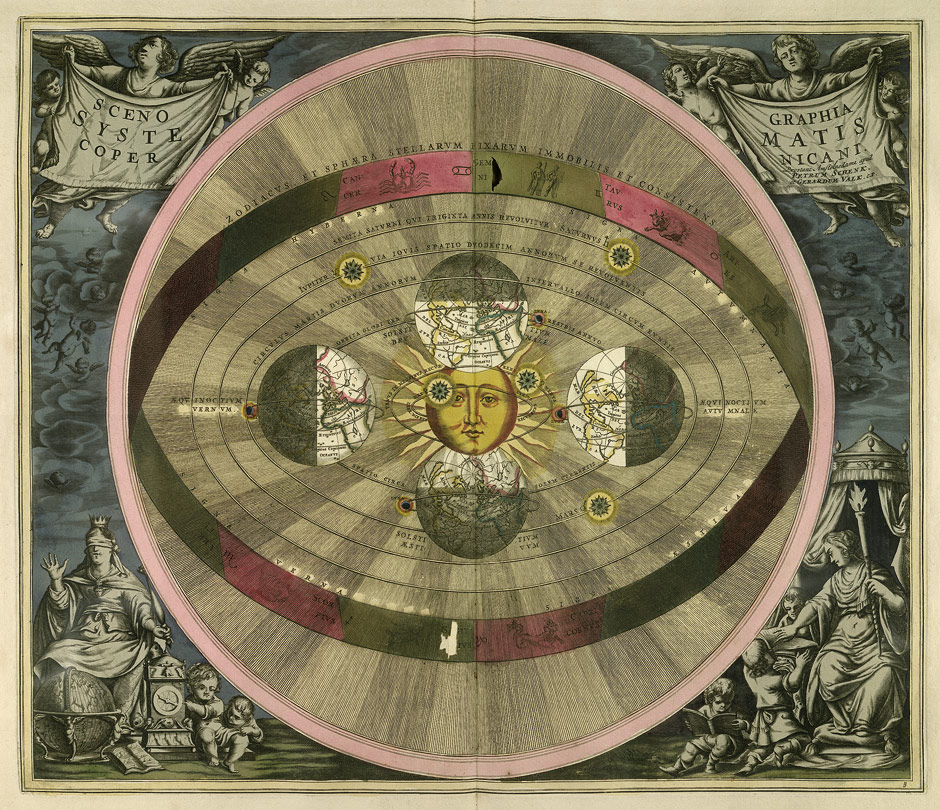
Harmonia Macrocosmica – wyobrażenie systemu kopernikańskiego

Harmonia Macrocosmica – atlas nieba opracowany przez Andreasa Cellariusa i opublikowany w 1660 roku przez Johannesa Janssoniusa. Pierwsza część atlasu na miedzianych blachach przedstawia systemy świata Ptolemeusza, Mikołaja Kopernika i Tycho Brahe. Na końcu znalazły się klasyczne mapy gwiazd oraz chrześcijańskie konstelacje stworzone przez Juliusa Schillera w jego pracy Coelum Stellatum Christianum z 1627 roku. Ponieważ atlas oprócz systemu kopernikańskiego zawierał również przyjęty przez Kościół katolicki model świata, Harmonia Macrocosmica nie znalazła się na Indeksie ksiąg zakazanych.